# Маунт Ајза
Маунт Ајза (енгл. Mount Isa) је град на западу савезне државе Квинсленд у Аустралији. Налази се око 1.830 km северозападно од Бризбена. Смештен је у полупустињским пределима Квинсленда, а основан је 1923. године захваљујући открићу богатих налазишта бакра и олова.

## Географија
Око 20 km од града налази се река Лајхарт са вештачким језером Мундара које служи за водоснабдевање. Клима ових предела је семиаридна и веома топла. Температуре су највише у децембру, за време лета 37 °C, а најниже зими у јулу, око 25 °C. Средња годишња температура је чак 32 °C. Подручје Маунт Ајзе одликује мала количина падавина - укупно око 455 милиметара годишње, а за време зиме од априла до септембра излучи се свега 20 мм талога у просеку. Због тога је ово веома негостољубив предео.
У Маунт Ајзи живи око 23.000 становника, који се претежно баве рударством и туризмом. Основице развоја рударства су богата налазишта бакра и олова, па постоји неколико рудника. Туризам се ослања на тековине Другог светског рата, па је град познат по подземној болници, коју посећују бројну туристи. Такође, Маунт Ајза је позната као „аустралијска престоница родеа“. За време одржавања родеа и сезоне фестивала, у граду се окупи око 60.000 туриста. Маунт Ајза је са остатком земље повезана путем градског аеродрома.